# Villa Castelli (stacja kolejowa)
Villa Castelli (wł. Stazione di Villa Castelli) – stacja kolejowa w Villa Castelli, w prowincji Brindisi, w regionie Apulia, we Włoszech. 
Według klasyfikacji RFI ma kategorię brązową.

## Historia
Stacja Villa Castelli została otwarta 6 stycznia 1886 podczas otwarcia odcinka z Tarentu do Latiano linii Tarant-Brindisi.

## Opis
Stacja Oria obsługuje głównie pociągi regionalne między Tarentem i Brindisi. 

## Linie kolejowe
- Tarent – Brindisi